# Lupfig
Lupfig est une commune suisse du canton d'Argovie, située dans le district de Brugg.
Le 1er janvier 2018, Lupfig absorbe la commune voisine de Scherz.

Photo aérienne prise à 700 m par Walter Mittelholzer (1920).